# 波莱纳特罗基亚
波莱纳特罗基亚（義大利語：Pollena Trocchia），是意大利那不勒斯省的一个市镇。总面积8.11平方公里，人口13717人，人口密度1691.4人/平方公里（2009年）。ISTAT代码为063056。